# Зграда старе механе породице Животић у Орљеву
Зграда старе механе породице Животић у Орљеву (општина Петровац на Млави) саграђена је средином 19. века и као непокретно културно добро представља споменик културе.

## Изглед
Зграда је подигнута као приземан објекат са укопаним подрумом са јужне стране и тремом на западној фасади. По величини и функционалној организацији простора припада развијеном типу пословно-стамбене зграде. Правоугаоне је основе димензија 19,70 Х 13,35 метара, грађена у бондручном систему са испуном од чатме. Кров је на четири воде покривеним ћерамидом. Западну уличну фасаду одликује отворени увучени трем са лажним моравским луцима. Таваница трема је од шашовца, а под од набијене земље. Током времена механа је претрпела одређене преправке. Сви спољни носећи зидови су срушени 1947. године, озидани печеном опеком у кречном малтеру, олепљени блатом и окречени.
Просторно је подељена на три целине по шеми српске троделне куће. Издвајање ових целина је наглашено пружањем попречних ходника који преграђују објекат по читавој ширини и функционално раздвајају главни централни садржај који чине кафана, кухиња и остава од просторија пратеће намене: пекаре и соба за преноћиште на севереној и механџијиног стана и просторије изнад подрумског улаза на јужној страни. У просторији где је била кафана налазило се опеком озидано затворено огњиште „камин“. Од старог кафанског инвентара готово ништа није било сачувано. Механа је радила до Другог светског рата, а затим је у једном делу био постављен млин за млевење жита, док је у другом била продавница.
Објекат се данас налази у веома лошем стању, запуштен и руиниран.